# Cayce (Kentucky)
Cayce – jednostka osadnicza w Stanach Zjednoczonych, w stanie Kentucky, w hrabstwie Fulton.